# 黄石水库
黄石水库位于中国湖南省常德市桃源县黄石镇上2公里，白洋河（沅水一级支流）上游。属多年调节水库。水库以灌溉为主，兼有发电、防洪、养殖等效益。